# آنیا میتاگ
آنیا میتاگ (آلمانی: Anja Mittag؛ زادهٔ ۱۶ مهٔ ۱۹۸۵) یک بازیکن فوتبال اهل آلمان است.

## باشگاهی
از باشگاه‌هایی که او در آنها بازی کرده‌است می‌توان به کیوب ایکو و اف.اف.سی توربین پوتسدام اشاره کرد.

## تیم ملی
وی همچنین در تیم ملی فوتبال زنان آلمان بازی کرده‌است.